# Demografie van Suriname

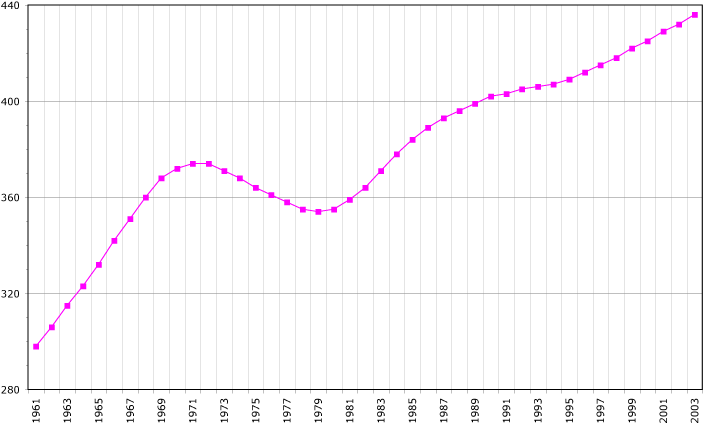
Bevolking van Suriname 1961-2003 (inwoners in duizendtallen).

Dit artikel gaat over de demografie van Suriname

Bevolkingsdichtheid Suriname per district (2012)

- Inwoners:
  - 481.267 (2009)
  - 560,157 (2012)
  - 632,638 (2022)

- Leeftijdsopbouw:
  - 0-14 jaar: 26.4%
  - 15-64 jaar: 67.3%
  - 65 jaar en ouder: 6.3%

- Bevolkingsgroei:
  - 1,103% (2007)
  - 1,222% (2012)
  - 1,130 (2022)

- Levensverwachting:Bevolkingsdichtheid Suriname per district (2012)
  - Totaal: 72,42 jaar
  - Man: 69,71 jaar
  - Vrouw: 74,90 jaar

- Nationaliteit:
  - Surinamers

- Religie:
  - Protestant 26,8%
  - Hindoe 22,3%
  - Rooms-katholiek 21,6%
  - Moslim 13,8%
  - Geen of onbekend 10,7%
  - Overig 4,7%

- Taal:
  - Nederlands (officieel)
  - Sranantongo
  - Sarnami
  - Javaans
  - Engels
  - Portugees